# 北江州
北江州，中国古代的州。
- 南朝梁武帝置北江州，治所在义阳郡鹿城关（今湖北省黄陂县北七十里木兰山北）。《魏书·地形志》：“北江州（萧衍置，魏因之。治鹿城关）。领郡6，县6。”后入北魏，隋文帝开皇初废除。
- 南朝陈置北江州，治南陵县（今安徽贵池市西南）。辖境约今安徽省铜陵、青阳、石台等市县地。隋平陈废。
- 北齐改湘州置北江州，治所在新化县（今湖北大悟县东北）。隋文帝开皇初废除。
- 明成祖永乐五年（1407年）置北江州，属北江府。治所在新福县（今越南北部河内市朔山县）辖境在今越南永福省和河内市朔山县一带。宣德二年（1427年）废除。